# Luis Thénon
Luis Thenon est un poète, dramaturge, romancier, metteur en scène et professeur québécois,.

## Biographie
José Luis Thenon grandit à Buenos Aires, en Argentine. Quelques années plus tard, sa famille et lui déménagent à San Juan, une région viticole qui le pousse à poursuivre ses études en oenologie, études qu'il complète en 1972. Pendant ses études, il crée une troupe de théâtre qui lui confirme que c'est cette voie qu'il veut prendre. Une bourse (Consejo Nacional de las Artes) du gouvernement argentin plus tard, il s'inscrit au Conservatoire national des arts dramatiques, à Buenos Aires, d'où il sort diplômé avec le titre de metteur en scène. Là-bas, il intègre la troupe El teatro de los Buenos Ayres, qui compte déjà plusieurs grands noms dans le domaine du théâtre.
En 1979, sa troupe et lui quittent la dictature militaire du pays afin de se lancer dans une tournée de représentations et de conférences à Washington, New York, Venezuela, Puerto Rico, República Dominicana et Canada (Toronto, Ottawa, Montréal et Québec). C'est à Québec que la troupe se sépare et que Luis Thenon rencontre Antonio Risco, un professeur à l'Université Laval. Il apprend le français, puis obtient une maîtrise en littérature espagnole en 1987 ainsi qu'un doctorat en 1993.
En 2002, Luis Thenon  reçoit une bourse de recherche de la FCI (Fondation Canadienne pour l'innovation), il quitte le Centre de Recherche sur l'Intermédialité afin de met sur pied le LANTISS  (Laboratoire des Nouvelles Technologies de l'Image, du Son et de la Scène), qui lui permet, lui et plusieurs équipes sous sa direction, de « développer de nouvelles technologies pour les arts de la scène et comprendre le sens artistique de leur intégration » ,.
Il est professeur de théâtre à l'Université Laval au Département de littérature, théâtre et cinéma,. Il est également co-éditeur et réviseur de plusieurs revues scientifiques à l'internationale.
Il est  fondateur et directeur de l'Atelier de Recherche Théâtrale (A.R.T.) et il s'implique au sein de la Société Nationale des Québécois et Québécoises de la Capitale,.
Depuis plus de vingt ans, il mène des recherches sur l’incidence et le développement des nouvelles technologies sur les arts de la scène. Ses créations scéniques portent particulièrement sur les univers immersifs.
Fondateur et ex-directeur du LANTISS (Laboratoire des Nouvelles Technologies de l’Image, du Son et de la Scène), grâce à une subvention de la Fondation canadienne pour l’innovation (FCI), il travaille sur les problématiques concernant les nouvelles formes de l’expression scénique.
Ses dernières publications scientifiques portent, entre autres, sur l’inscription des opérations inter médiales dans le texte de théâtre.
Il est l’auteur de neuf œuvres dramatiques, de deux romans et de deux livres de comptes. Il a aussi publié cinq livres de poésie.
Il a réalisé plus de vingt mises en scènes au niveau professionnel.
Professeur Titulaire (Catedrático)
Programmes de Théâtre et arts vivantes et maitrise et doctorat en Arts de la scène et de l'écran.
Département des littératures, théâtre et cinéma. Faculté de lettres et sciences humaines. Université Laval.
Fondateur et directeur (depuis 1986) de l' A.R.T. –Atelier de Recherche Théâtrale– (Centre expérimental de recherche et de creación théâtral) de l'université Laval, Canada.
Catedrático (invitado)
Maestría en Artes (énfasis en cine), Facultad de bellas Artes, UCR.

Algunos cargos Administrativos anteriores y organismos a los que pertenece
Durante ocho años fue Director de las Carreras en Teatro, Universidad Laval.
Miembro del Consejo de Estudios, Faculté de lettres, Université Laval.
Fundador y Director de LANTISS. (Ver sector Investigación)

Socio de ARGENTORES (Sociedad Argentina de Autores)
Investigador  de la Red de estudios transareales y transculturales de Centroamérica y el Caribe. Universidad de Costa Rica.
Anuario Teatral La Escalera. Comité asesor. U.N.C.P.B.A., Tandil, Argentina.
Humanidades, E.E.G., UCR, Comité asesor. Costa Rica.
Semiósfera, Universidad Carlos III de Madrid. Comité asesor.
Anuario teatral gallego. Comité asesor.
Revista de leguas Modernas, Universidad de Costa Rica. Comité asesor.

Otras actividades y cargos ejercidos
Invitado por la Unesco y el Comité organizador, representa a Canadá en el PRIMER ENCUENTRO MUNDIAL DE LAS ARTES, Generalitat de Valencia, España.
Invitado por el Instituto Cervantes de Madrid, representa a Canadá en el IV Congreso Mundial de la Lengua Española, Cartagena de Indias, Colombia.
Co-fundador de AITU (Asociación Internacional de teatro y Universidad), ITI/Unesco. 1995. Ex Vicepresidente por l'Amérique du Nord.
Membre signatario de la Charte Le Liège sobre el teatro universitario mundial. 1994.
Impulsa y participa en la redacción del "Manifeste du théâtre universitaire mondial" (febrero 1992, Université Royal de Liège, Belgique).
Évaluateur externe des professeur.e.s  de l'École supérieur de théâtre, Université de Québec à Montréal (cinq ans).
Organisateur du II Congres Mondial de l'Association internationale de Théâtre et Université (AITU), 1997. Este congreso es el primero que se hace luego del Congreso de fundación en Lieja, 1995. Participan 300 investigadores y creadores de más de 30 países de Europa, América del Norte y del Sur, Oriente y África.
Ha sido invitado como profesor, investigador y conferencista en numerosas universidades de Europa.
Ha impartido seminarios, talleres extensos y talleres concentrados en países de Europa, América y África (Magreb).
Invitado en representación de Canadá, participa en Los Seminarios de Verano de la Universidad del País Vasco, con un grupo de investigadores y de creadores de España y Francia (entre otros, Jorge Urrutia, Marce.Lí Antúnez, Hernán Oliva, Juan Antonio Hormigón, Pierre Frantz y Etiénne Jollet), alrededor de las problemáticas expuestas por la complejidad de la escena influenciada por los cambios tecnológicos a través de la historia.
Es invitado a impartir una conferencia y un taller en el Laboratorio de teatro de Wraclaw, Polonia.
Imparte numerosas seminarios, talleres y conferencias, entre otros países, en Argentina, Francia, Bélgica, España, Estados Unidos, Canadá, Marruecos, Costa Rica y México.
Durante más de 10 años dirige el Cycle de Rencontres de l’A.R.T. en el que recibe a creadores e investigadores de nivel internacional, tales como Roger Leger (Carbone 14), Jorge Urrutia, André Brasard, Normand Chaurette, Jean Asselin, Robert Germay, Alejandro Finzi, Robert Lepage, Fernando Arrabal y Michel Vinaver, entre muchos otros.

Son œuvre, Le vol des anges, aborde l'inversion du bien et du mal en mettant en scène un ange de la noirceur et un soldat de la lumière.

## Œuvres
- Le Vol des anges, Québec, Éditions Nota Bene, coll. « Théâtre », 2003, 223 p.  (ISBN 2-89518-144-6).